# Ханно Певкур
Ха́нно Пе́вкур (ест. Hanno Pevkur; нар. 2 квітня 1977, Ійзаку, Іда-Вірумаа, Естонія) — естонський державний діяч. Міністр оборони Естонії з 18 липня 2022 року. Депутат Рійгікогу від фракції Партії реформ (2007—2009, 2016—2022). Перший віцепрезидент парламенту (2017—2018). Колишній міністр внутрішніх справ Естонії, юстиції та соціальних справ. Голова Партії реформ Естонії з 7 січня 2017 до 2018 року.

## Життєпис
Народився 2 квітня 1977 в селі Ійзаку, Іда-Вірумаа.
Закінчив у 1995 році із срібною медаллю школу у Ярва-Яані, згодом навчався у Талліннській школі Економіки (право 1998 рік) і в Тартуському університеті (право 2002).
Працював юрисконсульт місцевої влади у Ярва-Яані, Коеру та Кареда протягом 1998—1999. Згодом юрист юридичної компанії «Aleksis» (1999—2000).
Працював в уряд Талліннського району на посаді адміністративного секретаря в 2000—2003, старостою округу Німме в 2003—2005. У 2005 році заступник мера Таллінна (освіта, культура і спорт).
З 18 липня 2022 року — Міністр оборони Естонії.

### Особисте життя
Одружений, має сина та дочку.

## Цікаві факти
Заспівав українську пісню «Браття українці» на талант-шоу «Маска». Виступ присвятив хоробрим українцям, які вимушено покинули свою батьківщину або залишилися її захищати.

## Нагороди
- Орден князя Ярослава Мудрого III ст. (Україна, 4 вересня 2023) — за вагомий особистий внесок у зміцнення міждержавного співробітництва, підтримку державного суверенітету та територіальної цілісності України, популяризацію Української держави у світі[5].